# Aide (mythologie basque)
Pour les articles homonymes, voir Aide.
Aide, Aidetikako ou Aideko est un mot basque signifiant « air ». C'est un Irelu, une divinité ou force surnaturelle dans la mythologie basque qui aide ou contrarie les actions humaines selon les cas. Il est invisible en soi, mais il peut prendre diverses formes, comme le brouillard. L'esprit peut agir comme un criminel, mais aussi être bienveillant ou neutre. Ceci est courant chez les Ireluak du folklore basque.

## Étymologie
Aideko est dérivé de airekoa signifiant « se déplaçant avec l'air » ou « venant de l'air ». Autres noms : Aide, Aidetikako, et Lauso et Lainaide quand il apparaît comme un brouillard. Lainaide est composé de Laino (brouillard) et Aideko ; "la brume d'Aideko".

## Description
Pour les Basques, le monde et l'homme se présentent sous deux aspects : l'un est Berezko (celui qui va de soi), qui est naturel, l'autre est Aideko (de l'air, surnaturel, mystique). Pour agir dans le domaine du premier (l'aspect naturel) il faut employer des forces ou des moyens naturels ; dans le second (l'aspect mystique), seules valent la prière et la magie. Le monde aérien, foyer de nombreux Ireluak, peut envahir le monde naturel dans le bon sens comme dans le mauvais sens. Dans ce contexte, la responsabilité de toutes les maladies qui ne sont pas révélées est la faculté d'Aide. Outre le Pays basque, l'aire géographique qui a préservé la foi d'Aide couvre l'ensemble des Pyrénées et la partie cantabrique de la péninsule ibérique. A Goierri, on croyait que le brouillard apportait Aide.
Aideko semble être une entité autonome ainsi qu'une caractéristique d'Aidegaxto. Alors que ce dernier est redouté pour les dégâts matériels causés par les intempéries, Aideko semble représenter l'interaction du monde surnaturel ou "aéré" d'une manière plus occulte, et l'esprit est surtout associé à provoquer des maladies ou des épidémies.

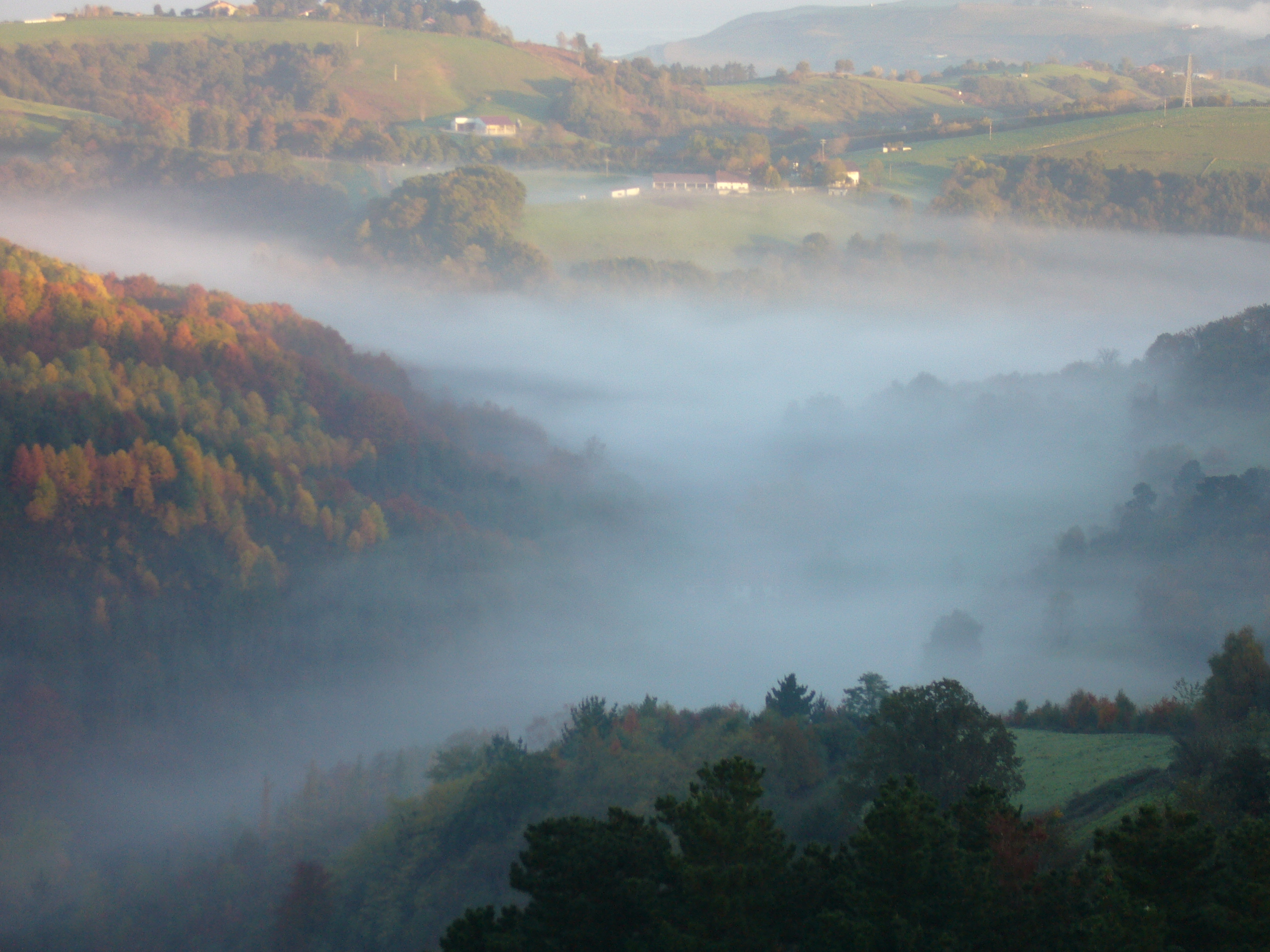
Nuage bas dans la vallée d'Ibarrola (Aia).

Aide peut se transformer en Lausus, Lauso et Lainaide (brume, brouillard). Si Aidegaxto est un génie qui crée des nuages, en principe de manière malveillante, Lausus ou Aideko amènent des nuages parfois bienfaiteurs, parfois mauvais, ou neutres. Aide est associé à la maladie quand il devient Lainaide. Lauso et Lainaide sont des génies de la colère et dans la zone de Segura et peuvent apparaitre comme de la brume ou du brouillard.

## Étymologie
Aide signifie « air » en basque. Le suffixe a désigne l'article : aidea se traduit donc par « l'air ».